# 路環危險品儲存倉選址爭議
路環危險品儲存倉選址爭議，是澳門政府於2018年計劃在澳門離島路環興建兩座主要是存放工業氣體，包括極易燃氣體乙炔的「臨時危險品儲存倉」所引發的社會爭議，由於危險品儲存倉選址靠近民居和學校，周邊地底亦藏有輸氣管道，且當局在早前沒有向附近居民諮詢意見，在信息披露上不公開和不透明，故引起市民強烈反對，在短時間內收集了7000多名居民簽名，要求政府正視民意。儘管相關政府部門多次強調危險品儲存倉的安全性，但市民對被指缺乏公信力和官員不需問責的政府表示不信任。
該次爭議被指是同年的火葬場爭議的翻版，是繼火葬場爭議後，澳門政府再次被指因事前缺乏諮詢、缺乏解釋和缺乏透明度下作決定而在社會上引起反彈。

## 遊行
2018年9月9日，約500名石排灣居民從塔石廣場遊行到澳門政府總部遞交請願信，要求政府撤回路環危險品儲存倉選址，批評浪費公帑以及威脅當區居民生命安全，並建議盡快在新城E1區興建危險品永久倉庫。